# Station Nieuwkuijk
Nieuwkuijk is een stopplaats aan de voormalige Langstraatspoorlijn tussen Lage Zwaluwe en 's-Hertogenbosch.
Stopplaats Nieuwkuijk was in gebruik van 1 juni 1888 tot 1 mei 1907.